# Hyperolius parkeri
Hyperolius parkeri es una especie de anfibios de la familia Hyperoliidae.
Habita en Kenia, Mozambique y Tanzania.
Su hábitat natural incluye bosques tropicales o subtropicales secos, sabanas secas, ríos, pantanos, jardines rurales y zonas previamente boscosas ahora degradadas.